# Peter Schütt (Forstwissenschaftler)
Peter Schütt (* 13. September 1926 in Berlin; † 9. Oktober 2010) war ein deutscher Forstwissenschaftler. Der langjährige Professor für Forstbotanik und Forstpathologie an der Ludwig-Maximilians-Universität München ist einer breiten Öffentlichkeit in den 1980er-Jahren als einer der wissenschaftlichen Protagonisten in der Debatte um das so genannte „Waldsterben“ bekannt geworden. Daneben war er wesentlicher Mitverfasser und Herausgeber einer Reihe von dendrologischen Standardwerken, vor allem der von ihm 1994 begründeten umfassenden Enzyklopädie der Holzgewächse.

## Leben
Nachdem Peter Schütt 1954 mit der Dissertation Dendroklimatologische Untersuchungen an Stiel-, Trauben- und Roteichen auf Diluvialstandorten an der Mathematisch-naturwissenschaftlichen Fakultät der Freien Universität seiner Heimatstadt Berlin zum Dr. rer. nat. promoviert wurde, war er von 1954 bis 1961 zunächst als wissenschaftlicher Assistent an der Bundesforschungsanstalt für Forst- und Holzwirtschaft in Reinbek bei Hamburg. Dort spezialisierte er sich auf Föhrenzüchtungen. 1963 habilitierte er sich mit der Schrift Der Schüttebefall der Kiefer in Abhängigkeit von Herkunft und Anbauort an der Mathematisch-naturwissenschaftlichen Fakultät der Universität des Saarlandes in Saarbrücken, wo er von 1961 an am Botanischen Institut der Universität tätig war und 1969 zum außerplanmäßigen Professor ernannt wurde.
Doch bereits im Jahr darauf nahm er den Ruf der Ludwig-Maximilians-Universität München auf den zuvor vier Jahre lang vakanten Lehrstuhl für Anatomie, Physiologie und Pathologie der Pflanzen (später Forstbotanik und Forstpathologie) an. Dort wirkte er als ordentlicher Professor bis zur Emeritierung 1994. In dieser Zeit legte Schütt einen besonderen Schwerpunkt auf Forstpathologie und Dendrologie in Lehre und Forschung und verfasste dazu zahlreiche Fachbeiträge, so über die Ätiologie und Symptomatologie von Baumerkrankungen. Als Phytopathologe und Forstbotaniker leistete er bedeutende Beiträge zur Erforschung von Krankheiten der Forstbaumarten, zur Etablierung von Beständen und züchterischen Selektion im Hinblick auf eine verbesserte Holzqualität. Im Jahr 1978 veröffentlichte er zusammen mit Werner Koch und Hans Joachim Schuck das Lehrbuch Allgemeine Botanik für Forstwirte. Ein Leitfaden für Studium und Praxis.
Bundesweit bekannt wurde Peter Schütt dann Anfang der 1980er-Jahre im Zuge der Debatte um das so genannte „Waldsterben“ (neuartige Waldschäden). Es war Schütt, der während einer am 22. Mai 1981 vom Bund Naturschutz in Bayern e. V. (BN) veranstalteten Pressefahrt nach Pleystein bei Vohenstrauß im Bayerischen Wald den Begriff „Waldsterben“ in die politische Diskussion einführte. Der Begriff selbst war zwar schon im Jahr 1951 in einem anderen Zusammenhang von dem Schweizer Forstwissenschaftler Hans Leibundgut geprägt worden, hatte jedoch in Fachkreisen eine eher untergeordnete Rolle gespielt. Er erwies sich nun als griffiges Schlagwort für die von Schütt vor Ort gezeigten Schäden an Fichten, Weißtannen und Waldkiefern. Während dieser folgenreichen Pressefahrt formulierte Schütt auch seine Stresshypothese, nach der jahrelange Umweltbelastungen die Bäume geschwächt habe, diese sich in einem Stresszustand befänden und nicht mehr vollständig in der Lage seien, Krankheitserregern und tierischen Schädlingen zu widerstehen. Das Neue daran war, dass derartige Schäden nicht mehr in der unmittelbaren Nachbarschaft entsprechender Schadstoffemittenten, sondern auch weitab davon und nach Ansicht der Waldschadensforscher auch flächendeckend auftraten.
Endgültig in Schwung kam die Diskussion, als das Nachrichtenmagazin Der Spiegel Ende 1981 mit einer dreiteiligen Serie über Das stille Sterben das Thema einer breiten Öffentlichkeit darstellte. In der Folge avancierte Schütt in der „Waldsterben“-Debatte neben dem Göttinger Bodenkundler Bernhard Ulrich zum gefragtesten wissenschaftlichen Ansprechpartner der Medien, der regelmäßig zitiert wurde. Schütt veröffentlichte zu dem Thema eine Reihe von wissenschaftlichen Beiträgen über seine Forschungsergebnisse, vorrangig in Fachzeitschriften, und war auch wesentlicher Mitverfasser des Umwelt-Bestsellers So stirbt der Wald. Schadbilder und Krankheitsverlauf, der es zwischen 1983 und 1986 auf fünf Auflagen brachte, und der Darstellung Der Wald stirbt an Streß (1984), in der er seine Thesen ausführlich darlegte und einen umfangreichen Maßnahmenkatalog gegen das „Waldsterben“ aufstellte, den Politik und Wirtschaft umsetzen sollten. Er initiierte europaweite Forschungsprogramme und war Impulsgeber für verschiedene gesetzgeberische Maßnahmen zur Luftreinhaltung. Zum wissenschaftlichen Team, das in diesen Jahren mit Schütt forschte und an den Veröffentlichungen mitwirkte, gehörten Helmut Blaschke, Ottmar Holdenrieder, Werner Koch, Klaus Jürgen Lang, Hans Joachim Schuck, Bernd Stimm und Herbert Summerer.
Für sein Wirken zum Schutz der Wälder zeichnete ihn der Bund Naturschutz in Bayern mit der Bayerischen Naturschutzmedaille aus.
Abseits der tagesaktuellen Debatten verfasste Schütt gemeinsam mit seinen Mitarbeitern und Kollegen jedoch auch solche Standardwerke wie das Lexikon der Forstbotanik (1992). Seine eigentliche wissenschaftliche Lebensleistung ist die von ihm 1994 begründete und in den Folgejahren stetig vorangetriebene Enzyklopädie der Holzgewächse. Handbuch und Atlas der Dendrologie. Zusammen mit mehr als 30 Experten aus aller Welt entstand so das umfangreichste dendrologische Werk, in das langfristig alle Holzgewächse von Bedeutung aufgenommen werden sollen. Zunächst als Loseblattsammlung herausgegeben, wurden daraus Bäume der Tropen (2004), Lexikon der Nadelbäume (2004), Enzyklopädie der Sträucher (2006) und Enzyklopädie der Laubbäume (2006) als selbständige thematische Bände herausgegeben.
Daneben war Schütt bis 1990 Herausgeber (Editor-in-Chief) der von ihm 1971 begründeten, international renommierten Fachzeitschrift European Journal of Forest Pathology und gehörte der Redaktion des Forstwissenschaftlichen Centralblattes an.
Er war als akademischer Lehrer hoch geschätzt und betreute 26 Dissertationen.
Peter Schütt lebte in Hohenpeißenberg.

## Schriften
- Dendroklimatologische Untersuchungen an Stiel-, Trauben- und Roteichen auf Diluvialstandorten, Dissertation, Berlin 1954, DNB 480458723 (Dissertation FU Mathematisch-naturwissenschaftliche Fakultät Berlin 16. August 1954, 43 gezeichnete Blätter, mehr Blätter mit Tab.; Anl. ; 4).
- Züchtung mit Kiefern
  - Teil 1: Individualunterschiede und Provenienzversuche. Mitteilungen der Bundesforschungsanstalt für Forst- und Holzwirtschaft, Reinbek bei Hamburg Nr. 40, Hamburg 1958.
  - Teil 2: Kreuzungen, Resistenzzüchtung und Zytologie. Mitteilungen der Bundesforschungsanstalt für Forst- und Holzwirtschaft, Reinbek bei Hamburg Nr. 42, Hamburg 1959.
- Der Schüttebefall der Kiefer in Abhängigkeit von Herkunft und Anbauort (gekürzte Fassung in Forstwissenschaftliches Centralblatt, 83. Jahrgang, Heft 5/6 1964), Saarbrücken 1963, DNB 482414413, (Habilitation Universität des Saarlands, Mathematisch-naturwissenschaftliche Fakultät, 30. Oktober 1963, Seiten 140–163 mit Abbildungen, 8).
- Weltwirtschaftspflanzen. Herkunft, Anbauverhältnisse, Biologie und Verwendung der wichtigsten landwirtschaftlichen Nutzpflanzen, Berlin und Hamburg 1972, ISBN 3-489-78010-8.
- zusammen mit Werner Koch und Hans Joachim Schuck: Allgemeine Botanik für Forstwirte. Ein Leitfaden für Studium und Praxis. Pareys Studientexte Nr. 17, Hamburg und Berlin 1978, ISBN 3-490-08316-4.
- als Übersetzer und Bearbeiter: Pareys Buch der Bäume. Nadel- und Laubbäume in Europa nördlich des Mittelmeeres (Originaltitel: The trees of Britain and northern Europe) von Alan Mitchell und John Wilkinson, Hamburg und Berlin 1982 (aktuell: Kosmos, Stuttgart 2004, ISBN 3-440-09962-8).
- als Mitverfasser: So stirbt der Wald. Schadbilder und Krankheitsverlauf. München, Wien und Zürich 1983 (5., durchgesehene Auflage BLV, München, Wien und Zürich 1986, ISBN 3-405-13101-4).
- zusammen mit Klaus Jürgen Lang und Hans Joachim Schuck: Nadelhölzer in Mitteleuropa. Bestimmung, Beschreibung, Anbaukriterien. Stuttgart / New York 1984, ISBN 3-437-20314-2.
- als Hauptverfasser, unter Mitarbeit weiterer Autoren: Der Wald stirbt an Streß. München 1984 (vollständig überarbeitete und aktualisierte Ausgabe, Ullstein, Frankfurt am Main und Berlin 1988, ISBN 3-548-34471-2).
- als Mitverfasser: Rechtsschutz für den Wald. Ökologische Orientierung des Rechts als Notwendigkeit der Überlebenssicherung. Recht, Justiz, Zeitgeschehen (Band 42), Heidelberg 1986, ISBN 3-8114-3486-1.
- Tannenarten Europas und Kleinasiens, Basel, Boston und Berlin 1991 (aktuell bei ecomed, Landsberg am Lech 1994, ISBN 3-609-69890-X).
- als Herausgeber und Mitverfasser: Lexikon der Forstbotanik. Morphologie, Pathologie, Ökologie und Systematik wichtiger Baum- und Straucharten. Landsberg am Lech 1992 (später unter dem Titel Lexikon der Baum- und Straucharten. Morphologie, Pathologie, Ökologie und Systematik wichtiger Baum- und Straucharten, Nikol, Hamburg 2011, ISBN 978-3-86820-123-9).
- als Herausgeber/Begründer und Mitverfasser: Enzyklopädie der Holzgewächse. Handbuch und Atlas der Dendrologie. Landsberg am Lech 1994, ISBN 3-609-72030-1 (Grundwerk, Ergänzungsfolgen 1995 ff).
- als Herausgeber/Begründer und Mitverfasser: Bäume der Tropen. Die große Enzyklopädie etc. Hamburg 2004, ISBN 3-933203-79-1.
- als Herausgeber/Begründer und Mitverfasser: Lexikon der Nadelbäume. Verbreitung – Beschreibung – Ökologie – Nutzung. Die große Enzyklopädie etc. Hamburg 2004, ISBN 3-933203-80-5.
- als Herausgeber/Begründer und Mitverfasser: Enzyklopädie der Sträucher. Hamburg 2006, ISBN 3-937872-40-X.
- als Herausgeber/Begründer und Mitverfasser: Enzyklopädie der Laubbäume. Hamburg 2006, ISBN 3-937872-39-6.